# Hysibada
Hysibada este un gen de molii din familia Lymantriinae.